# Louis Héry
Pour les articles homonymes, voir Héry.
Louis-Émile Héry est un fabuliste français né à Redon le 15 octobre 1801, et mort à Saint-Denis de La Réunion le 27 octobre 1856,. Il est connu pour être l'auteur des premiers textes jamais écrits en créole réunionnais.

## Biographie

### Carrière d'instituteur
Originaire d'Ille-et-Vilaine, Louis Héry arrive sur l'île du sud-ouest de l'océan Indien que l'on appelle alors île Bourbon et que l'on nomme aujourd'hui La Réunion, en 1820 pour y diriger une propriété et une usine à sucre que possèdent deux de ses cousines, à La Montagne, un quartier de Saint-Denis, en tout cas si l'on en croit Jacob de Cordemoy. Sur place, comme il n'apprécie pas sa fonction, il se fait professeur au collège royal puis retourne en France pour préparer le diplôme de bachelier ès lettres.
Muni de ce nouveau diplôme, il revient à Bourbon deux ans après pour y poursuivre sa carrière d'enseignant. Mais la paie qu'il reçoit et la discipline de l'établissement ne le satisfont pas. Aussi abandonne t-il son poste pour créer une école privée à Sainte-Suzanne, qu'il transfère peu après à Saint-André. En 1844, il finira par quitter ses fonctions d'instituteur de campagne afin de revenir occuper une chaire de rhétorique française au Collège royal, chaire qu'il occupera jusqu'à sa mort en 1856.

### Parcours littéraire
Louis Héry se lance dans la créolisation de fables connues et les publie dès 1828 sous le titre Fables créoles dédiées aux dames de l'île Bourbon. Ce recueil de poèmes inspiré par les Fables de Jean de La Fontaine est le premier texte jamais écrit en créole réunionnais, une langue parlée qu'il choisit peut-être pour rivaliser avec les Essais d'un bobre africain écrits par François Chrestien (en) en créole mauricien quelques années plus tôt. Héry a moins recours au créole réunionnais par souci littéraire que par humour : le créole n'y est utilisé « que pour amuser la galerie », et il faudra donc attendre encore quelques décennies pour qu'une vie littéraire proprement réunionnaise se développe dans la colonie. Originellement imprimé par l'imprimerie Lahuppe, l'ouvrage est réédité et augmenté en 1849, 1856 et 1883.
Louis Héry fait partie des premiers à traiter de l'existence de sources thermales à Cilaos dans ses écrits. Il soutient vers 1828 qu'elles étaient déjà connues du temps du gouverneur Pierre Bernard Milius, car celui-ci aurait chargé le botaniste Nicolas Bréon d'explorer l'une d'elles en 1819. En outre, Louis Héry fut plus tard membre de la Société des Sciences et Arts de La Réunion fondée en 1855 par Louis-Antoine Roussin, notamment. Il agrémenta d'ailleurs de ses textes les lithographies de ce dernier.

## Œuvres
- Fables créoles dédiées aux dames de l'île Bourbon, 1828.
- Esquisses africaines, Fables créoles et explorations à l'intérieur de l'île Bourbon, 1849.
- Nouvelles esquisses africaines, 1856.
- Fonder une littérature, Fables créoles, lecture de Jean-Claude Carpanin Marimoutou, Éditions K'A, 2003, Marseille –  (ISBN 2-910791-21-1).